# 드라자 미하일로비치
드라골류브 "드라자" 미하일로비치(세르비아어: Драгољуб "Дража" Михаиловић, 1893년 4월 26일 ~ 1946년 7월 17일)는 제2차 세계 대전 당시 활동한 세르브계 유고슬라비아 장군이다. 그 추종자들에게는 드라자 삼촌(Чича Дража, Uncle Draža)이라는 별명으로 불렸다.
완고한 군주주의자 왕당파였던 그는 독일군이 1941년 4월 유고슬라비아를 점령하자 유고슬라비아 육군 체트니크 분견대라는 유격대 조직을 조직하여 베오그라드 근교의 산 중에서 싸웠다. 미하일로비치의 체트니크는 유고슬라비아 최초의 반독 투쟁이었으며, 그 뒤를 요시프 브로즈 티토의 공산주의 파르티잔이 뒤따랐다. 체트니크와 파르티잔은 처음에는 협력했으나 1941년 후반부터 전후 유고슬라비아의 주도권을 잡기 위해 항쟁하기 시작했다.
잡다한 민병 조직을 긁어모아 만든 체트니크가 파르티잔의 대독 투쟁 성과를 따라잡지 못하자 영국은 런던에 망명정부를 꾸리고 있던 유고 국왕 페타르 2세에게 압력을 넣어 체트니크와 미하일로비치를 버리고 티토와 손잡을 것을 종용했다. 국왕에게 버림받은 체트니크는 독일군과 협력하게 되었고, 미하일로비치는 종전 이후 신생 공산 유고연방에 의해 체포되어 반역죄 및 전쟁범죄 혐의에 대해 사형을 선고받고 베오그라드에서 총살된다.
미하일로비치가 정말 전쟁범죄를 벌였는지, 만약 벌였다 할지라도 사형에 해당되는 극범죄인지 여부는 1940년대 당대부터 논란의 대상이 되어왔으며, 이는 현재까지 지속되고 있다. 미하일로비치 사후 미국의 해리 S. 트루먼 대통령은 그에게 공로훈장을 수여했으며, 2005년 세르비아 고등법원은 미하일로비치를 복권했다.